# Calyptranthes flavoviridis
Calyptranthes flavoviridis är en myrtenväxtart som beskrevs av Ignatz Urban. Calyptranthes flavoviridis ingår i släktet Calyptranthes och familjen myrtenväxter. Inga underarter finns listade i Catalogue of Life.